# Fußballsportverein Frankfurt 1899 2021-2022
Questa voce raccoglie le informazioni riguardanti il Fußballsportverein Frankfurt 1899 nelle competizioni ufficiali della stagione 2021-2022.

## Stagione
Nella stagione 2021-2022 il FSV Francoforte, allenato da Angelo Barletta, Thomas Brendel e Tim Görner, concluse il campionato di Regionalliga sudovest al 15º posto.

## Rosa
| N. |                     | Ruolo | Calciatore        |
| -- | ------------------- | ----- | ----------------- |
| 1  | Germania (bandiera) | P     | Kenan Mujezinović |
| 2  | Germania (bandiera) | D     | Manuel Reutter    |
| 3  | Kosovo (bandiera)   | D     | Çlirim Reçica     |
| 4  | Germania (bandiera) | D     | Thomas Konrad     |
| 5  | Gambia (bandiera)   | D     | Alieu Sawaneh     |
| 6  | Germania (bandiera) | C     | Burdenski         |
| 7  | Germania (bandiera) | C     | Ahmed Azaouagh    |
| 8  | Germania (bandiera) | A     | Felix Heim        |
| 9  | Germania (bandiera) | A     | Arif Güclü        |
| 10 | Germania (bandiera) | C     | Marcel Heller     |
| 11 | Germania (bandiera) | C     | Ivan Franjić      |
| 12 | Germania (bandiera) | P     | Timo Haboeck      |
| 13 | Germania (bandiera) | C     | Matteo Costa      |
| 14 | Germania (bandiera) | C     | Andu Kelati       |
| 15 | Germania (bandiera) | C     | George Iorga      |
| 16 | Germania (bandiera) | P     | Daniel Endres     |

| N. |                        | Ruolo | Calciatore              |
| -- | ---------------------- | ----- | ----------------------- |
| 17 | Germania (bandiera)    | D     | Lukas Gottwalt          |
| 18 | Germania (bandiera)    | A     | Jake Hirst              |
| 19 | Serbia (bandiera)      | C     | Dušan Crnomut           |
| 20 | Germania (bandiera)    | C     | Jannik Sommer           |
| 21 | Paesi Bassi (bandiera) | A     | Cas Peters              |
| 22 | Germania (bandiera)    | C     | Simon Lüders            |
| 23 | Germania (bandiera)    | D     | Robin Williams          |
| 24 | Germania (bandiera)    | A     | Bahattin Karahan        |
| 26 | Germania (bandiera)    | A     | Louis Evis              |
| 27 | Germania (bandiera)    | D     | Miguel Costa            |
| 28 | Germania (bandiera)    | D     | Leonhard von Schroetter |
| 30 | Germania (bandiera)    | C     | Denis Mangafic          |
| 31 | Germania (bandiera)    | P     | Henry Bremer            |
| 32 | Germania (bandiera)    | P     | Jan-Luca Dietz          |
| 33 | Croazia (bandiera)     | C     | Luka Garić              |
| 40 | Germania (bandiera)    | D     | Timo Hildmann           |

## Organigramma societario
Area tecnica
- Allenatore: Tim Görner
- Allenatore in seconda: Birger Nass, Alexis Theodosiadis
- Preparatore dei portieri: Christoph Gerigk, Marcel Richter
- Preparatori atletici:
- Analisi video:

## Calciomercato

### Sessione estiva
| Acquisti | Acquisti         | Acquisti              | Acquisti |
| R.       | Nome             | da                    | Modalità |
| -------- | ---------------- | --------------------- | -------- |
| A        | Bahattin Karahan | Arminia Bielefeld U19 |          |
| D        | Lukas Gottwalt   | Kaiserslautern        |          |
| D        | Manuel Reutter   | Stoccarda II          |          |
| C        | Jannik Sommer    | Homburg               |          |

| Cessioni | Cessioni          | Cessioni            | Cessioni |
| R.       | Nome              | a                   | Modalità |
| -------- | ----------------- | ------------------- | -------- |
| C        | Canel Burcu       | Bayern Alzenau      |          |
| C        | Emir Sejdović     | Optik Rathenow      |          |
| D        | Elmir Muhić       | Vikt. Aschaffenburg |          |
| C        | Luca Bazzoli      | Stoccarda II        |          |
| C        | Mischa Häuser     | Colonia II          |          |
| C        | Demyan Imek       | Türk Gücü Friedberg |          |
| D        | Timo Kunert       | Rot-Weiß Walldorf   |          |
| D        | Dominik Nothnagel | Stoccarda II        |          |
| C        | Marco Speck       | Hessen Dreieich     |          |

### Sessione invernale
| Acquisti | Acquisti      | Acquisti        | Acquisti |
| R.       | Nome          | da              | Modalità |
| -------- | ------------- | --------------- | -------- |
| A        | Felix Heim    | Rot-Weiss Essen |          |
| C        | Dušan Crnomut | FC Wiltz 71     |          |

| Cessioni | Cessioni            | Cessioni       | Cessioni |
| R.       | Nome                | a              | Modalità |
| -------- | ------------------- | -------------- | -------- |
| P        | Sebastian Schreiber | Bayern Alzenau |          |
| C        | Dren Hodja          | Bayern Alzenau |          |

## Risultati

### Regionalliga sudovest

#### Girone di andata
| Arbitro: | Schlosser |

|                             |           |                                       |
| Stoll 58’ Jann 59’ Beck 90’ | Marcatori | 5’ von Schroetter 49’ Güclü 67’ Hirst |

| Arbitro: | Hasmann |

|  |           |           |
|  | Marcatori | 67’ Esmel |

| Arbitro: | Bergmann |

|                                       |           |           |
| Proschwitz 10’, 65’ Breitenbücher 37’ | Marcatori | 55’ Hirst |

| Arbitro: | Brombacher |

|           |           |  |
| Güclü 59’ | Marcatori |  |

| Arbitro: | Zemke |

|                  |           |              |
| Antlitz 44’, 72’ | Marcatori | 29’ Azaouagh |

| Arbitro: | Geraci |

|             |           |                    |
| Franjić 60’ | Marcatori | 4’ Nebel 76’ Rösch |

| Arbitro: | Dennemärker |

|  |           |              |
|  | Marcatori | 78’ Darwiche |

| Arbitro: | Maier |

|                                |           |                               |
| Güclü 40’ Frisorger 78’ (aut.) | Marcatori | 35’ (aut.) Williams 89’ Klein |

| Arbitro: | Kief |

|               |           |  |
| Novakovic 31’ | Marcatori |  |

| Arbitro: | Michels |

|                                               |           |  |
| Franjić 46’ von Schroetter 55’ Hirst 57’, 80’ | Marcatori |  |

| Arbitro: | Satriano |

|              |           |  |
| Abruscia 45’ | Marcatori |  |

| Arbitro: | Herbert |

|                                 |           |                            |
| Gottwalt 82’ von Schroetter 86’ | Marcatori | 58’ Takehara 68’ Bogićević |

| Arbitro: | Zemke |

|                                     |           |           |
| Strujić 26’ Al-Azzawe 28’ Milde 59’ | Marcatori | 47’ Hirst |

| Arbitro: | Michel |

|                        |           |            |
| Güclü 40’ Gottwalt 42’ | Marcatori | 44’ Müller |

| Arbitro: | Hildenbrand |

|             |           |            |
| Förster 56’ | Marcatori | 45’ Kelati |

| 30 ottobre 2021 16ª giornata |  | – turno di riposo |  |  |

| Arbitro: | Greef |

|           |           |                                      |
| Güclü 60’ | Marcatori | 18’ Hingerl 73’ Stegerer 76’ Mendler |

| Arbitro: | Dingler |

|                                              |           |                |
| Mustafa 26’ Suero 31’ Feil 60’ Fellhauer 72’ | Marcatori | 29’, 35’ Güclü |

| Arbitro: | Lämmle |

|  |           |                                     |
|  | Marcatori | 23’ (rig.) Deniz 49’ (aut.) Sawaneh |

#### Girone di ritorno
| Francoforte sul Meno 27 novembre 2021, ore 14:00 CET 20ª giornata | FSV Francoforte | 0 – 0 referto | Ulma | PSD Bank Arena (856 spett.)\| Arbitro: \| Ballweg \| |
| Arbitro:                                                          | Ballweg         |               |      |                                                      |

| Coblenza 4 dicembre 2021, ore 14:00 CET 21ª giornata | Rot-Weiß Coblenza | 0 – 0 referto | FSV Francoforte | Stadion Oberwerth (225 spett.)\| Arbitro: \| Schöller \| |
| Arbitro:                                             | Schöller          |               |                 |                                                          |

| Arbitro: | Prigan |

|                                 |           |  |
| Hodja 28’ Hirst 38’ Reutter 46’ | Marcatori |  |

| Kassel 18 dicembre 2021, ore 14:00 CET 23ª giornata | Hessen Kassel | 0 – 0 referto | FSV Francoforte | Auestadion (1 598 spett.)\| Arbitro: \| Dennemärker \| |
| Arbitro:                                            | Dennemärker   |               |                 |                                                        |

| Francoforte sul Meno 12 febbraio 2022, ore 14:00 CET 24ª giornata | FSV Francoforte | 0 – 0 referto | Astoria Walldorf | PSD Bank Arena (850 spett.)\| Arbitro: \| Bergmann \| |
| Arbitro:                                                          | Bergmann        |               |                  |                                                       |

| Arbitro: | Ballweg |

|                                            |           |  |
| Nebel 41’ Bobzien 62’ Könighaus 84’ (rig.) | Marcatori |  |

| Arbitro: | Wacker |

|                            |           |                            |
| Peters 5’ Güclü 25’ (rig.) | Marcatori | 14’ Schlosser 90’ Gorbunow |

| Arbitro: | Besiri |

|  |           |            |
|  | Marcatori | 73’ Peters |

| Arbitro: | Heiker |

|          |           |                                      |
| Güclü 2’ | Marcatori | 15’ Pepić 35’ Bektashi 48’ Novakovic |

| Arbitro: | Hofheinz |

|  |           |                      |
|  | Marcatori | 55’ Peters 60’ Hirst |

| Francoforte sul Meno 26 marzo 2022, ore 14:00 CET 30ª giornata | FSV Francoforte | 0 – 0 referto | Aalen | PSD Bank Arena (1 049 spett.)\| Arbitro: \| Michel \| |
| Arbitro:                                                       | Michel          |               |       |                                                       |

| Arbitro: | Schlosser |

|                    |           |                          |
| Crnomut 53’ (aut.) | Marcatori | 7’ Heller 30’, 39’ Hirst |

| Arbitro: | Reitermayer |

|  |           |                                     |
|  | Marcatori | 19’ Stock 34’ Wulff 38’, 43’ Chessa |

| Arbitro: | Erbst |

|                    |           |            |
| Jüllich 38’ (rig.) | Marcatori | 27’ Peters |

| Arbitro: | Schneider |

|            |           |                           |
| Crnomut 5’ | Marcatori | 44’ Ganaus 61’ Kastanaras |

| 23 aprile 2022 35ª giornata |  | – turno di riposo |  |  |

| Arbitro: | Heim |

|             |           |                        |
| Bouziane 5’ | Marcatori | 68’ Gottwalt 78’ Hirst |

| Arbitro: | Brombacher |

|                 |           |          |
| Weiß 26’ (aut.) | Marcatori | 3’ Suero |

| Arbitro: | Bergmann |

|                                      |           |  |
| Huseinbašić 26’, 44’, 62’ Hermes 60’ | Marcatori |  |

## Statistiche

### Statistiche di squadra
| Competizione | Punti | In casa | In casa | In casa | In casa | In casa | In casa | In trasferta | In trasferta | In trasferta | In trasferta | In trasferta | In trasferta | Totale | Totale | Totale | Totale | Totale | Totale | DR  |
| Competizione | Punti | G       | V       | N       | P       | Gf      | Gs      | G            | V            | N            | P            | Gf           | Gs           | G      | V      | N      | P      | Gf     | Gs     | DR  |
| ------------ | ----- | ------- | ------- | ------- | ------- | ------- | ------- | ------------ | ------------ | ------------ | ------------ | ------------ | ------------ | ------ | ------ | ------ | ------ | ------ | ------ | --- |
| Regionalliga | 39    | 18      | 4       | 7       | 7       | 21      | 25      | 18           | 5            | 5            | 8            | 19           | 28           | 36     | 9      | 12     | 15     | 40     | 53     | -13 |
| Totale       | 39    | 18      | 4       | 7       | 7       | 21      | 25      | 18           | 5            | 5            | 8            | 19           | 28           | 36     | 9      | 12     | 15     | 40     | 53     | -13 |

### Andamento in campionato
| Giornata  | 1 | 2  | 3  | 4  | 5  | 6  | 7  | 8  | 9  | 10 | 11 | 12 | 13 | 14 | 15 | 16 | 17 | 18 | 19 | 20 | 21 | 22 | 23 | 24 | 25 | 26 | 27 | 28 | 29 | 30 | 31 | 32 | 33 | 34 | 35 | 36 | 37 | 38 |
| --------- | - | -- | -- | -- | -- | -- | -- | -- | -- | -- | -- | -- | -- | -- | -- | -- | -- | -- | -- | -- | -- | -- | -- | -- | -- | -- | -- | -- | -- | -- | -- | -- | -- | -- | -- | -- | -- | -- |
| Luogo     | T | C  | T  | C  | T  | C  | T  | C  | T  | C  | T  | C  | T  | C  | T  |    | C  | T  | C  | C  | T  | C  | T  | C  | T  | C  | T  | C  | T  | C  | T  | C  | T  | C  |    | T  | C  | T  |
| Risultato | N | P  | P  | V  | P  | P  | V  | N  | P  | V  | P  | N  | P  | V  | N  |    | P  | P  | P  | N  | N  | V  | N  | N  | P  | N  | V  | P  | V  | N  | V  | P  | N  | P  |    | V  | N  | P  |
| Posizione | 5 | 13 | 16 | 10 | 15 | 17 | 14 | 13 | 14 | 13 | 13 | 12 | 13 | 12 | 13 | 14 | 16 | 17 | 18 | 18 | 18 | 16 | 16 | 16 | 17 | 17 | 15 | 16 | 15 | 15 | 14 | 14 | 13 | 14 | 15 | 15 | 15 | 15 |

Legenda:

Luogo: C = Casa; T = Trasferta. Risultato: V = Vittoria; N = Pareggio; P = Sconfitta.

### Statistiche dei giocatori
| A. Azaouagh       | 33 | 1  | 9 | 0 |
| H. Bremer         | 0  | 0  | 0 | 0 |
| B. Burdenski      | 21 | 0  | 3 | 0 |
| M. Costa          | 0  | 0  | 0 | 0 |
| M. Costa          | 4  | 0  | 0 | 0 |
| D. Crnomut        | 12 | 1  | 2 | 0 |
| I. Darwiche       | 9  | 1  | 0 | 1 |
| J. Dietz          | 0  | 0  | 0 | 0 |
| D. Endres         | 32 | 0  | 0 | 0 |
| L. Evis           | 5  | 0  | 0 | 0 |
| I. Franjić        | 34 | 2  | 7 | 0 |
| L. Garić          | 6  | 0  | 0 | 0 |
| L. Gottwalt       | 35 | 3  | 3 | 0 |
| A. Güclü          | 29 | 9  | 3 | 1 |
| T. Haboeck        | 0  | 0  | 0 | 0 |
| F. Heim           | 11 | 0  | 1 | 0 |
| M. Heller         | 12 | 1  | 1 | 1 |
| T. Hildmann       | 2  | 0  | 0 | 0 |
| J. Hirst          | 33 | 10 | 6 | 0 |
| D. Hodja          | 16 | 1  | 1 | 0 |
| G. Iorga          | 0  | 0  | 0 | 0 |
| B. Karahan        | 26 | 0  | 0 | 0 |
| A. Kelati         | 20 | 1  | 1 | 0 |
| T. Konrad         | 18 | 0  | 4 | 0 |
| S. Lüders         | 15 | 0  | 0 | 0 |
| D. Mangafic       | 14 | 0  | 4 | 0 |
| K. Mujezinović    | 4  | 0  | 1 | 0 |
| C. Peters         | 8  | 4  | 3 | 0 |
| M. Reutter        | 36 | 1  | 4 | 0 |
| Ç. Reçica         | 2  | 0  | 0 | 0 |
| A. Sawaneh        | 22 | 0  | 1 | 1 |
| S. Schreiber      | 0  | 0  | 0 | 0 |
| J. Sommer         | 25 | 0  | 0 | 0 |
| R. Williams       | 22 | 0  | 3 | 0 |
| L. von Schroetter | 35 | 3  | 7 | 0 |